# Ясін Саїд Нуман
Ясін Саїд Нуман (араб. ياسين سعيد نعمان; нар. 1948) – єменський політичний діяч, прем'єр-міністр Південного Ємену, генеральний секретар Єменської соціалістичної партії.

## Життєпис
У 17-річному віці приєднався до Національного визвольного фронту. 1986 року очолив уряд Народної Демократичної Республіки Ємен та обіймав посаду прем'єр-міністра до самого об'єднання Північного Ємену з Південним 1990 року. До того Нуман був міністром рибальства, а також тимчасово виконував обов'язки прем'єр-міністра.
Після об'єднання Ємену Нуман став тимчасовим спікером парламенту до проведення виборів 1993 року. 2005 року став генеральним секретарем Єменської соціалістичної партії.
Під час єменської революції 2011 року Нуман підтримав повалення президента Алі Абдалли Салеха. У серпні 2012 зумів уникнути замаху на своє життя